# Acid lauric
Acid lauric hoặc tên gọi hệ thống acid dodecanoic, là một acid béo bão hòa với chuỗi nguyên tử 12 carbon, do đó có nhiều tính chất của acid béo chuỗi trung bình, là chất rắn bột, màu trắng sáng, có mùi dầu nguyệt quế hoặc xà phòng. Các muối và ester của acid lauric được gọi là laurat.

## Xuất hiện trong tự nhiên
Acid lauric, như một thành phần của chất béo trung tính, bao gồm khoảng một nửa hàm lượng acid béo trong nước cốt dừa, dầu dừa, dầu nguyệt quế và dầu hạt cọ (đừng nhầm với dầu cọ), Ngoài ra thì nó tương đối không phổ biến. Nó cũng được tìm thấy trong sữa mẹ (6,2% tổng chất béo), sữa bò (2,9%) và sữa dê (3,1%).

### Trong các loại cây khác nhau
- Cọ babassu Attalea speciosa, một loài cọ phổ biến ở Brazil với tên gọi babassu - 50% trong dầu babassu
- Attalea cohune, cọ cohune (cũng là cây cọ mưa, cọ dầu Trung Mỹ, cọ corozo hoặc cọ manaca) - 46,5% trong dầu cohune
- Astrocaryum murumuru (Arecaceae) một loài cọ có nguồn gốc từ Amazon - 47,5% trong "bơ Murumuru"
- Dầu dừa 49%
- Pycnanthus kombo (nhục đậu khấu châu Phi)
- Virola surinamensis (nhục đậu khấu hoang dã) 7,8–11,5%
- Hạt dừa đào 10,4%
- Hạt cau 9%
- Hạt chà là 0,56-5,4%
- Durio graveolens (một loài sầu riêng) 1,31%.[12]
- Hạt Macadamia 0,072-1,1%
- Mận 0,35–0,38%
- Hạt dưa hấu 0,33%
- Vót châu Âu 0,24-0,33%.[13]
- Citrullus lanatus (dưa hấu)
- Bí ngô: Hoa 205 ppm, hạt 472 ppm

### Trong côn trùng
- Ruồi lính đen Hermetia illucens 30–50 mg/100 mg chất béo.[14]

## Tính chất
Mặc dù 95% chất béo triglyceride chuỗi trung bình được hấp thụ qua tĩnh mạch cửa gan, chỉ 25–30% acid lauric được hấp thụ qua đó.
Giống như nhiều loại acid béo khác, acid lauric không đắt, có thời hạn sử dụng lâu dài, không độc hại và an toàn khi sử dụng. Nó được sử dụng chủ yếu để sản xuất xà phòng và mỹ phẩm. Vì những mục đích này, acid lauric được cho phản ứng với natri hydroxide để tạo ra natri laurat, là một loại xà phòng. Thông thường nhất, natri laurat thu được bằng cách xà phòng hóa các loại dầu khác nhau, chẳng hạn như dầu dừa. Những tiền chất này tạo ra hỗn hợp natri laurat và các loại xà phòng khác.

### Phòng thí nghiệm
Trong phòng thí nghiệm, acid lauric có thể được sử dụng để khảo sát khối lượng mol của một chất không xác định thông qua sự suy giảm điểm đóng băng. Việc lựa chọn acid lauric là thuận tiện vì điểm nóng chảy của hợp chất tinh khiết tương đối cao (43,8 °C). Hằng số lạnh của nó là 3,9 °C·kg/mol. Bằng cách nấu chảy acid lauric với chất chưa biết, để nguội và ghi lại nhiệt độ tại đó hỗn hợp đông đặc, có thể xác định được khối lượng mol của hợp chất chưa biết.